# Владимир Дмитриевич
Владимир Дмитриевич (Ярославич) (ок. 1340—1372) — князь пронский (1343—1371), великий князь рязанский (1371—1372). Фигурирует также с отчеством Ярославич из-за двойного имени своего отца, Ярослава-Дмитрия Александровича Пронского и Рязанского.
По версии Л.Войтовича, был внуком Ярослава и сыном Дмитрия Ярославича. Также существует версия, отождествляющая его отца с Ярославом-Дмитрием черниговским синодика Духовского монастыря Переяславля-Рязанского и в конечном счёте с Дмитрием брянским (1314—1334, 1340—1352), а в событиях 1365 года согласно некоторым летописям участвовал Владимир брянский. В таком свете Владимир мог быть брянским княжичем.

## Биография
В 1365 году участвовал в сражении у Шишевского леса. Зимой 1370/1371 годов вместе с Олегом Ивановичем Рязанским участвовал в сборе войск Владимиром Андреевичем Серпуховским в Перемышле для помощи осаждённой Ольгердом Москве. После поражения Олега Рязанского от московского войска в битве при Скорнищеве сел на рязанское княжение, но вскоре был изгнан Олегом.

## Семья
Отец: Ярослав Александрович (1315/1320—1342) — князь Пронский (1340—1342) и великий князь Рязанский (1342—1344).
Брат: Юрий Ярославич (ум. 1354) — князь Муромский (1345—1354).
Жена: предположительно, дочь Великого князя Рязанского Олега Ивановича (в этом случае отец Олега Иван Александрович не мог быть братом Ярослава-Дмитрия, отца Владимира).
Дети:
- Даниил[2] — участник Битвы на реке Воже в 1378 году.
- Иван (ум. ок. 1430) — князь пронский (после 1378—ок. 1430) и великий князь Рязанский (1408—1409);